# Alphonse Balat
Alphonse Hubert François Balat  (Gochenée, 15 de mayo de 1818 - Elsene, 16 de septiembre de 1895) fue un arquitecto belga, uno de los principales arquitectos del rey Leopoldo II, para quien llevó a cabo una renovación parcial del Palacio Real de Bruselas y los Invernaderos Reales de Laeken. También es autor del Museo de Bellas Artes de Bruselas. Fue además mentor de Victor Horta.

## Elementos biográficos
Estudió en la Academia de Bellas Artes de Namur y obtuvo su grado en arquitectura en la Real Academia de Bellas Artes de Amberes en 1838, donde logró un primer premio de composición arquitectónica en 1838. En 1839 residió en París durante todo un año para regresar a su hogar tras la muerte de su padre. La nobleza de Valonia se fijaría muy pronto en él, encargándole distintas edificaciones y el acondicionamiento de castillos, entre ellos el castillo de Jehay-Bodegnée y el castillo de Presles. En estas construcciones mezcló a menudo elementos de estilo renancentista con aspectos neoclásicos. En sus diseños interiores también utilizó elementos de los estilos Luis XV y Luis XVI. Es el autor también del museo de Arte Antiguo de Bruselas.
En 1846 Balat se instaló en Bruselas. Fue presentado a la familia real belga después de que se hiciese notar por su diseño de una decoración festiva temporal para la Salle de la Madeleine (Magdalenamarkt) donde la familia real había estado presente (1848). En 1851 y 1856 creó varios decoraciones festivas temporales para la monarquía. En 1852 fue nombrado arquitecto del duque de Brabante, el futuro rey Leopoldo II de Bélgica. En 1856 construyó el palacio de la ciudad (Hôtel) del marqués de Assche (Asse) en el distrito recién planificado llamado 'barrio Léopold'. Destacó por su austera fachada clásica neorrenacentista inspirada en el Palacio Farnese de Miguel Ángel en Roma. Su enfoque clásico bastante sobrio era raro en ese momento cuando se preferían fachadas e interiores excesivamente decorados. Durante su carrera construyó un gran número de residencias privadas. La mayoría de ellas fueron demolidas durante el siglo XX.
Después de que Leopoldo II ascendiera al trono en 1865, Balat se convirtió en su principal arquitecto. Para él realizó una serie de diseños para las suntuosas salas de recepción del Palacio real de Bruselas, como el 'Salón del Trono', 'La Gran Escalera' y la 'Gran Galería'. Para estas realizaciones siguió en gran medida el ejemplo de las residencias reales francesas. Balat realizó además la fachada de la parte trasera del palacio y las fachadas de los patios. Su diseño para la fachada principal del palacio estaba profundamente influenciado por el trabajo del arquitecto francés Ange-Jacques Gabriel. No se ejecutó durante la vida de Balat y luego se completó en una forma alterada por Henri Maquet.
Balat murió en  Ixelles, a los 76 años, y fue enterrado en el cementerio de Laeken.
Entre sus discípulos se cuenta Victor Horta.

### Enfoque arquitectónico
Simplifica, vuelve a simplificar, siempre simplifica y cuando hayas simplificado todo, no habrás simplificado lo suficiente
Simplifiez, simplifiez encore, simplifiez toujours et quand vous aurez tout simplifié, vous n’aurez pas encore assez simplifié. »

En esto, Alphonse Balat destacó claramente de sus contemporáneos. En una época en la que reinabaa el eclecticismo, Balat ofrecía la línea pura de los modelos clásicos, desde la Antigüedad hasta el Renacimiento italiano. Prestaba más atención a las principales líneas arquitectónicas del edificio que a trabajar los detalles de decoración y estilo.
A través de una progresiva depuración de las formas, Alphonse Balat sintetizaba la tradición clásica y las aspiraciones estéticas de su época al tiempo que daba una respuesta convincente a los nuevos programas.

#### Reales Invernaderos de Laeken

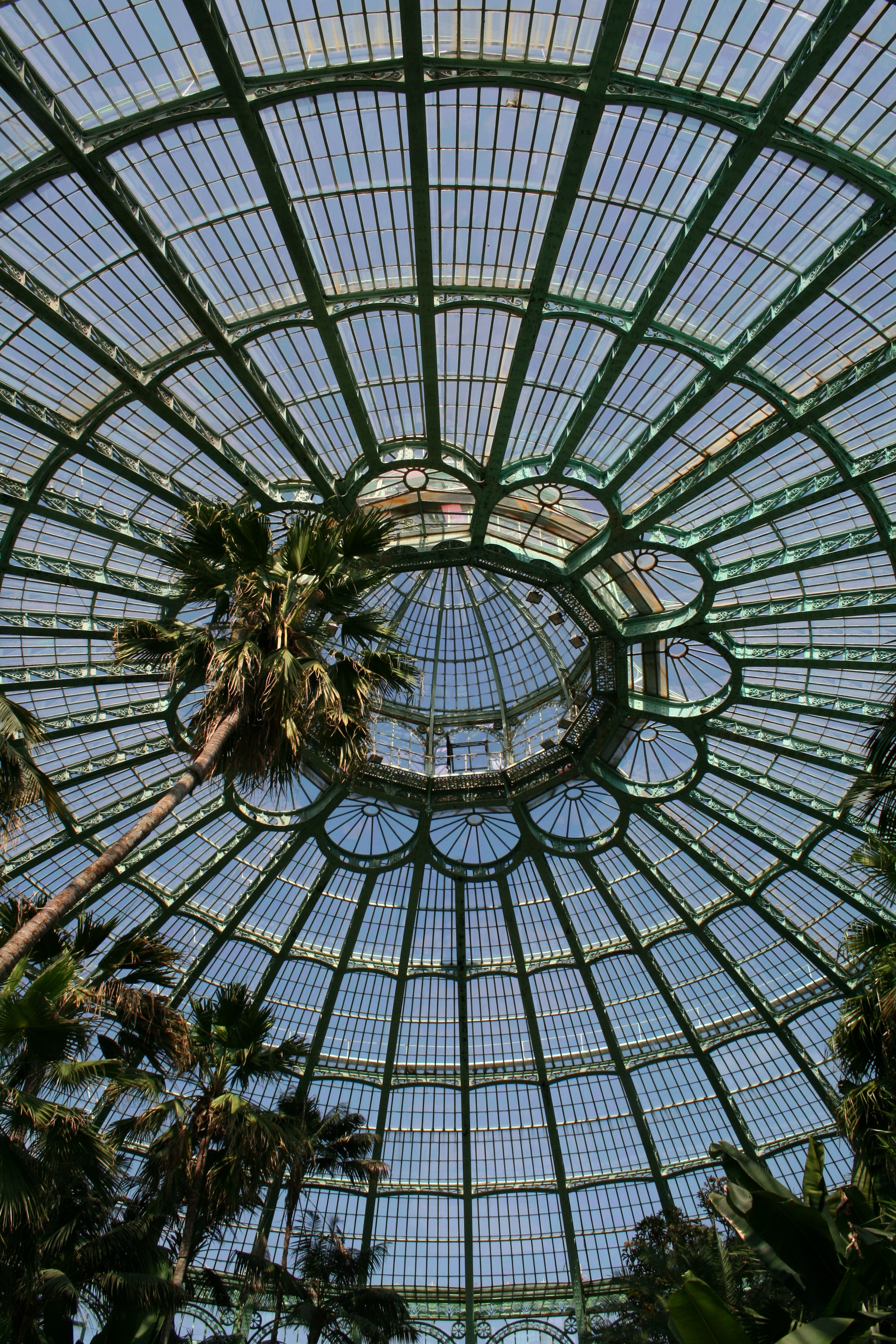
Vista interna del "Jardins d'hiver", el gran invernadero parte de los Reales Invernaderos de Laeken

Su proyecto arquitectónico más exitoso fue el de los Reales Invernaderos de Laeken. Consistía en un enorme complejo de varios edificios en forma de cúpula de hierro y vidrio qconectados por galerías con techo de vidrio. La pieza central es el 'Grand Jardin d'hiver' abovedado, que era una interpretación circular de la Casa de las Palmeras de los Reales Jardines Botánicos de Kew. Trabajando con nuevos materiales como el hierro y el vidrio, Balat se vio obligado a abandonar su postura 'clásica'. Esto estimuló la imaginación del arquitecto. En las construcciones de acero introdujo motivos decorativos derivados de plantas y flores. Esto formó un primer paso hacia la arquitectura Art Nouveau que fue desarrollada aún más por Victor Horta, quien se desempeñó como aprendiz de Balat.

## Galería

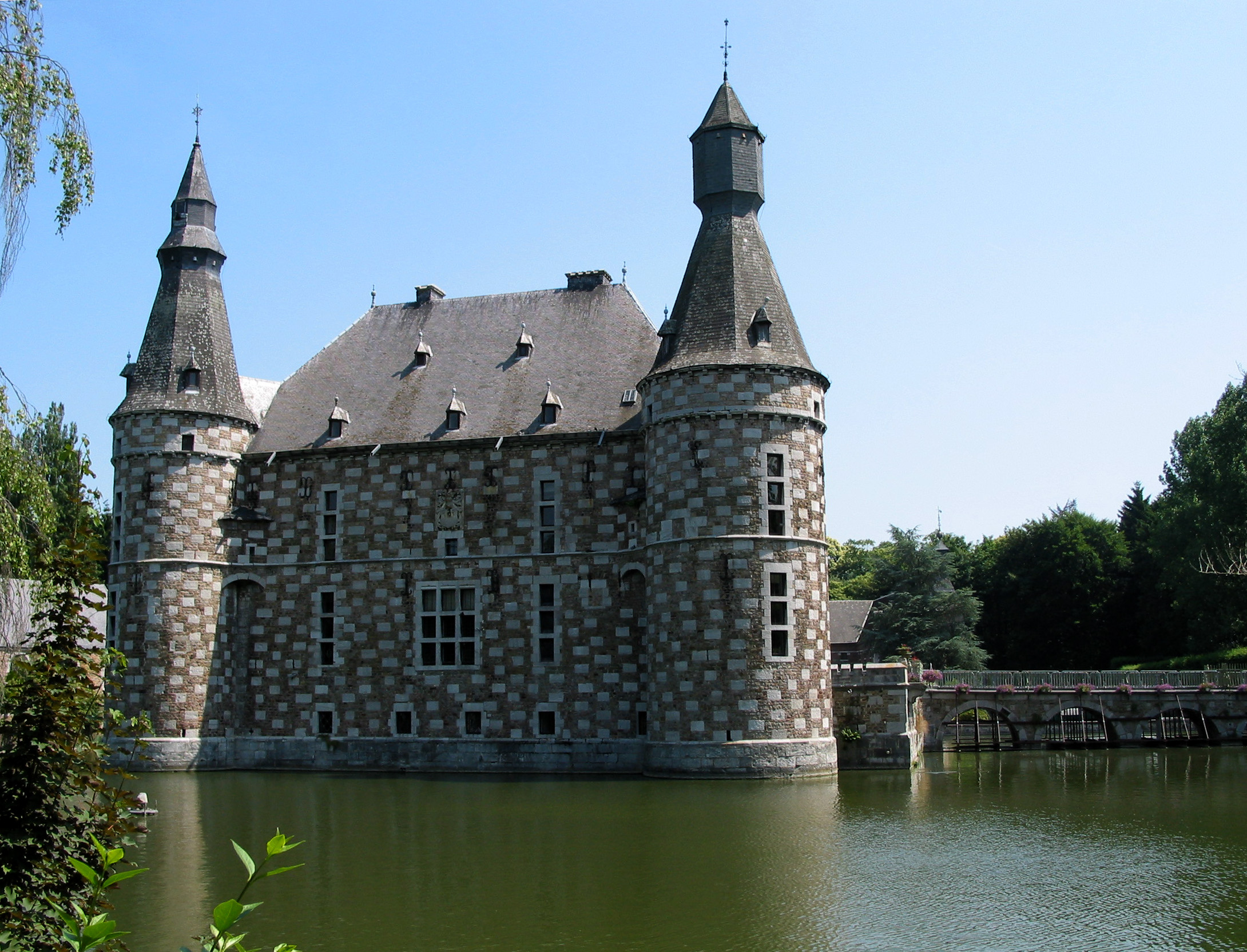
Jehay-Bodegnée, renovado por Balat
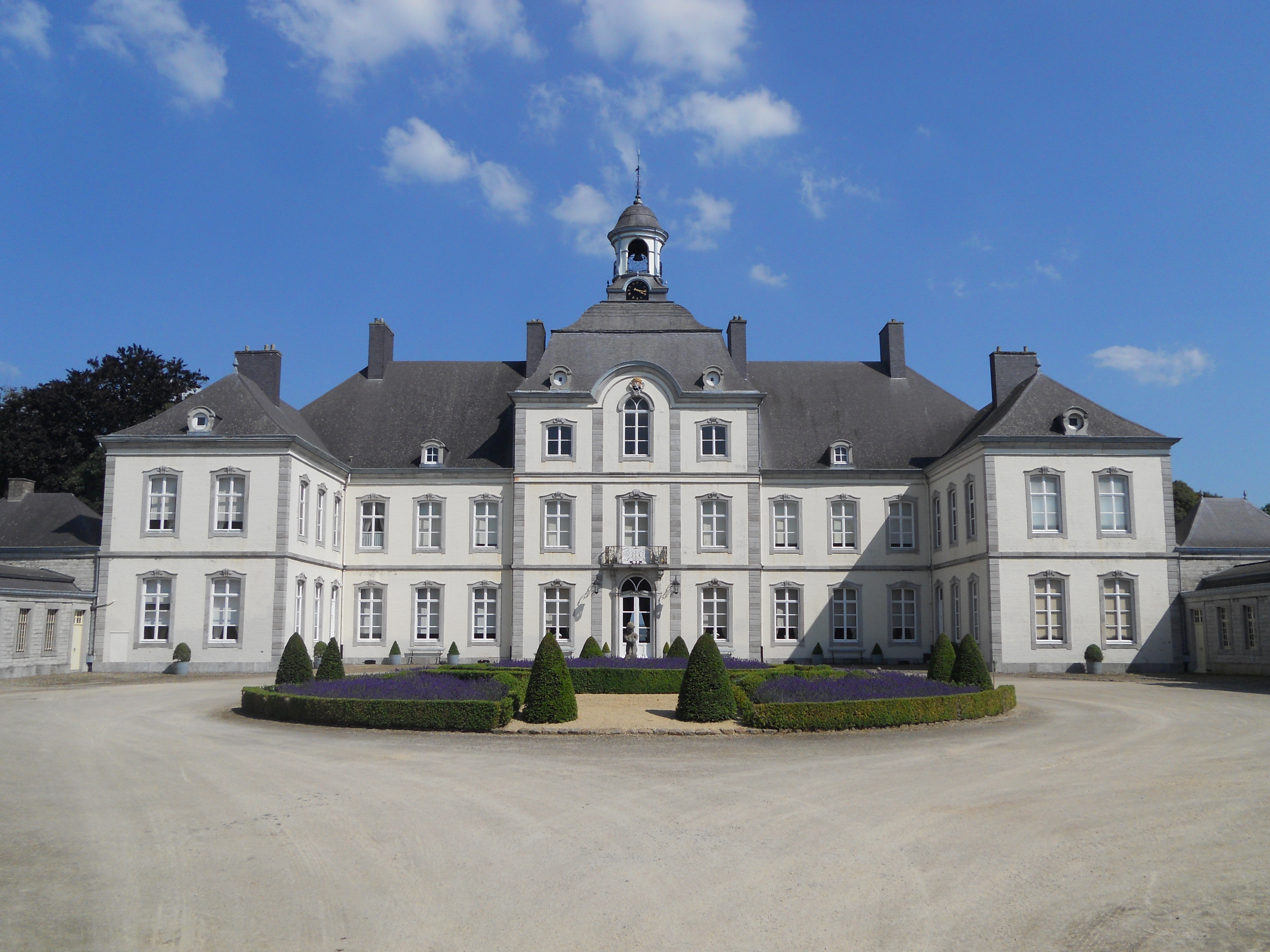
Fachada neorrenacentista y decoración interior del castillo de Warfusée (1840) en Saint-Georges-sur-Meuse.
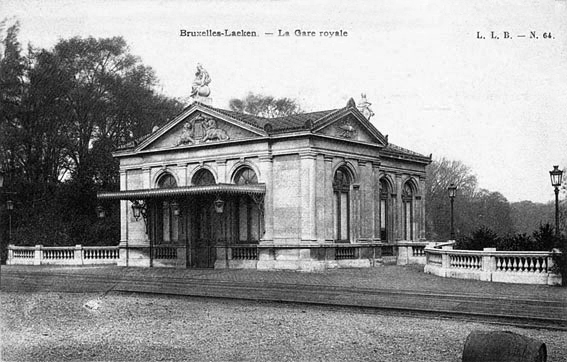
Estación real (Laeken) (1877)
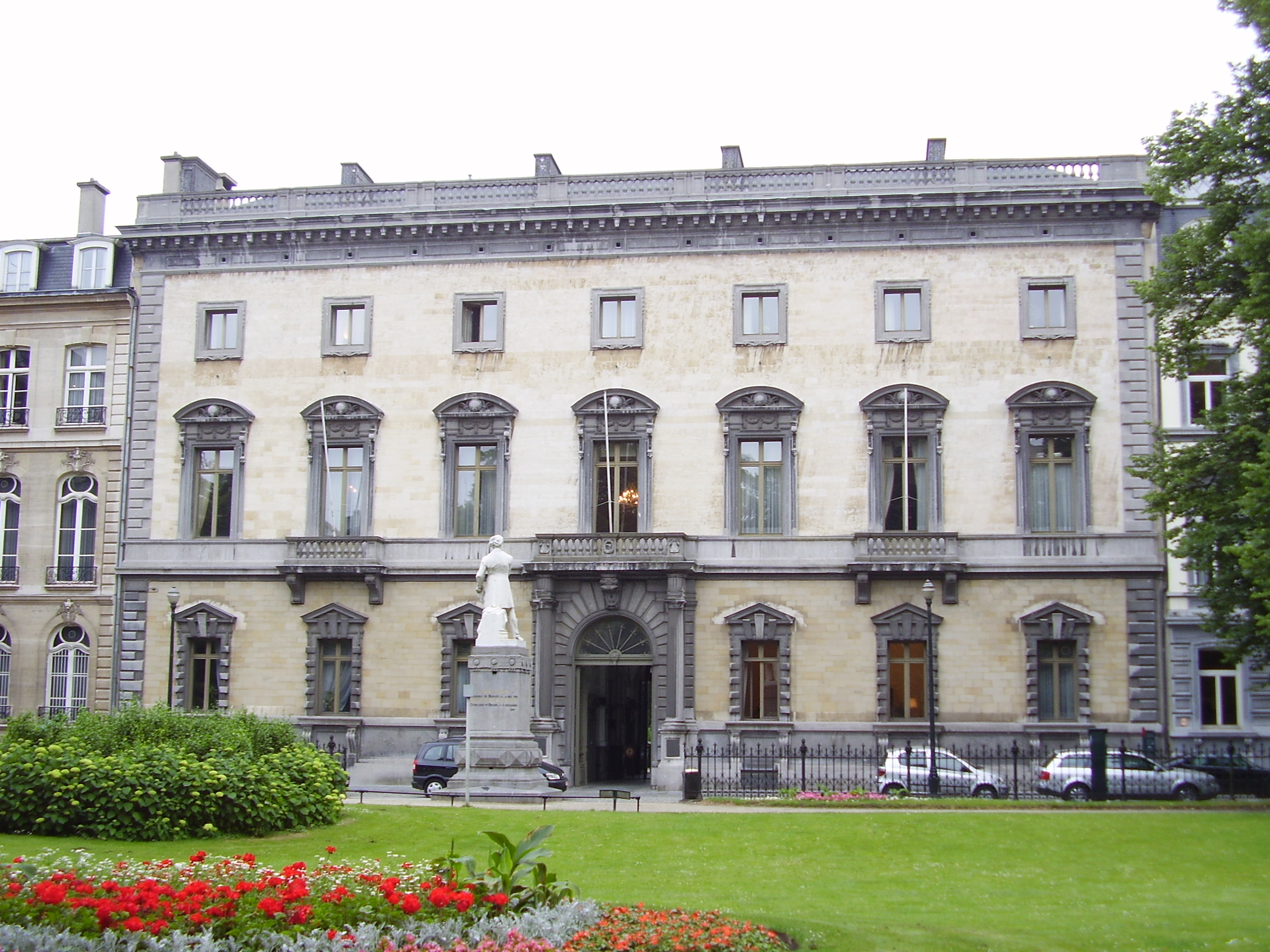
Palacio del marqués de Assche en Bruselas (1856-1858), desde 1948 sede del Conseil d'Etat

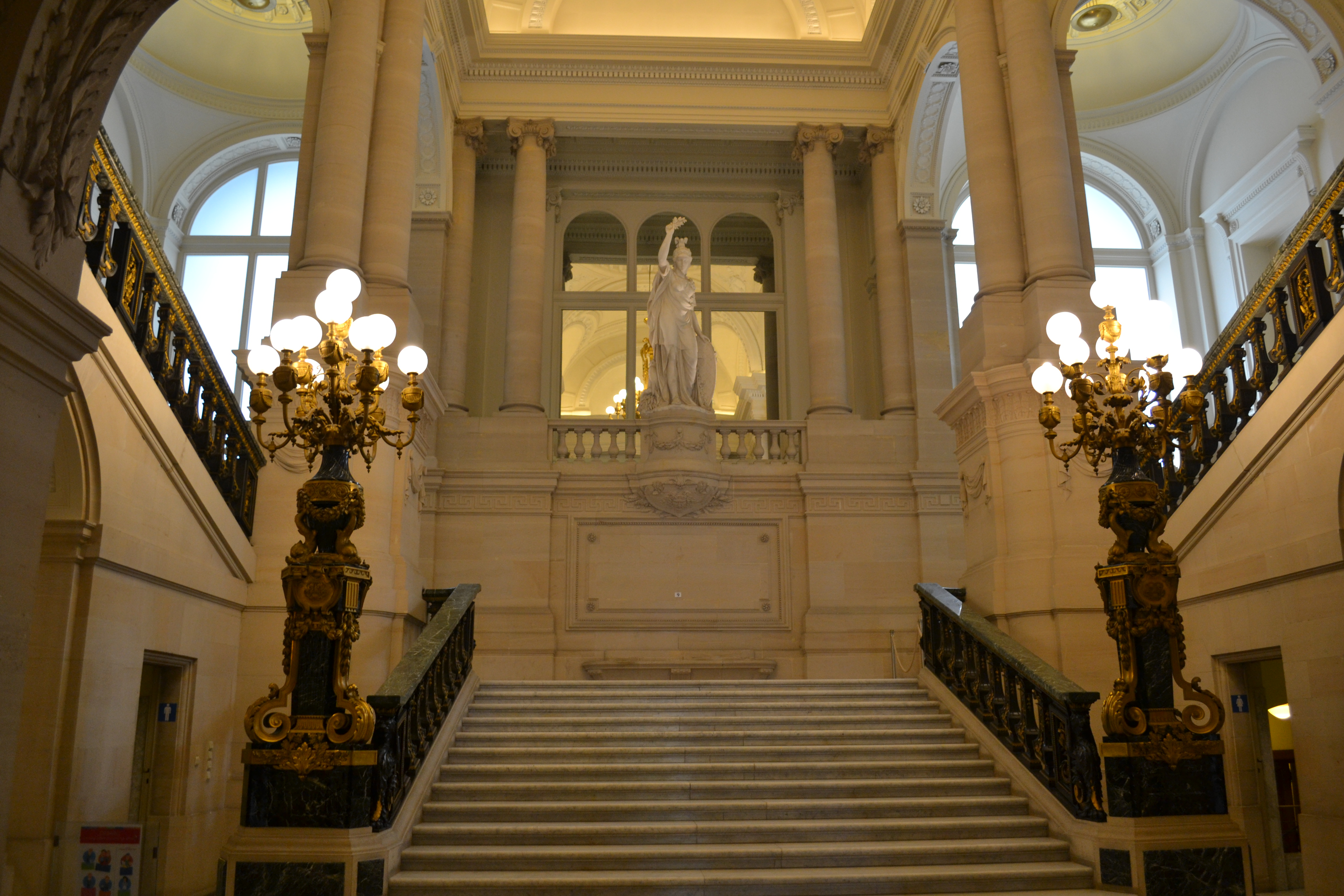
Escalera principal del Castillo Real de Laeken
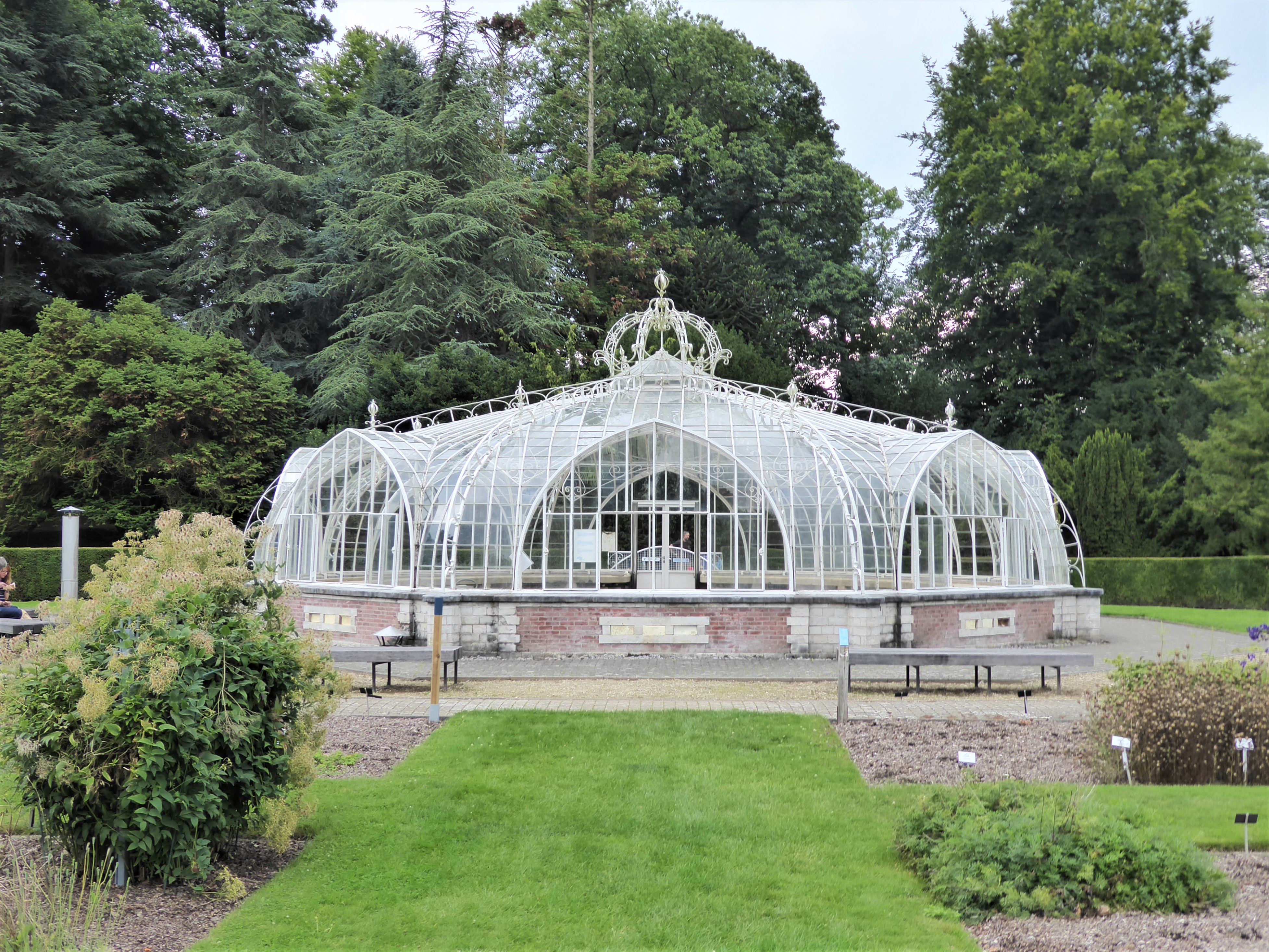
Invernadero Balat, antes invernadero "Victoria Regia"  (1854), luego trasladado al jardín botánico de Meise
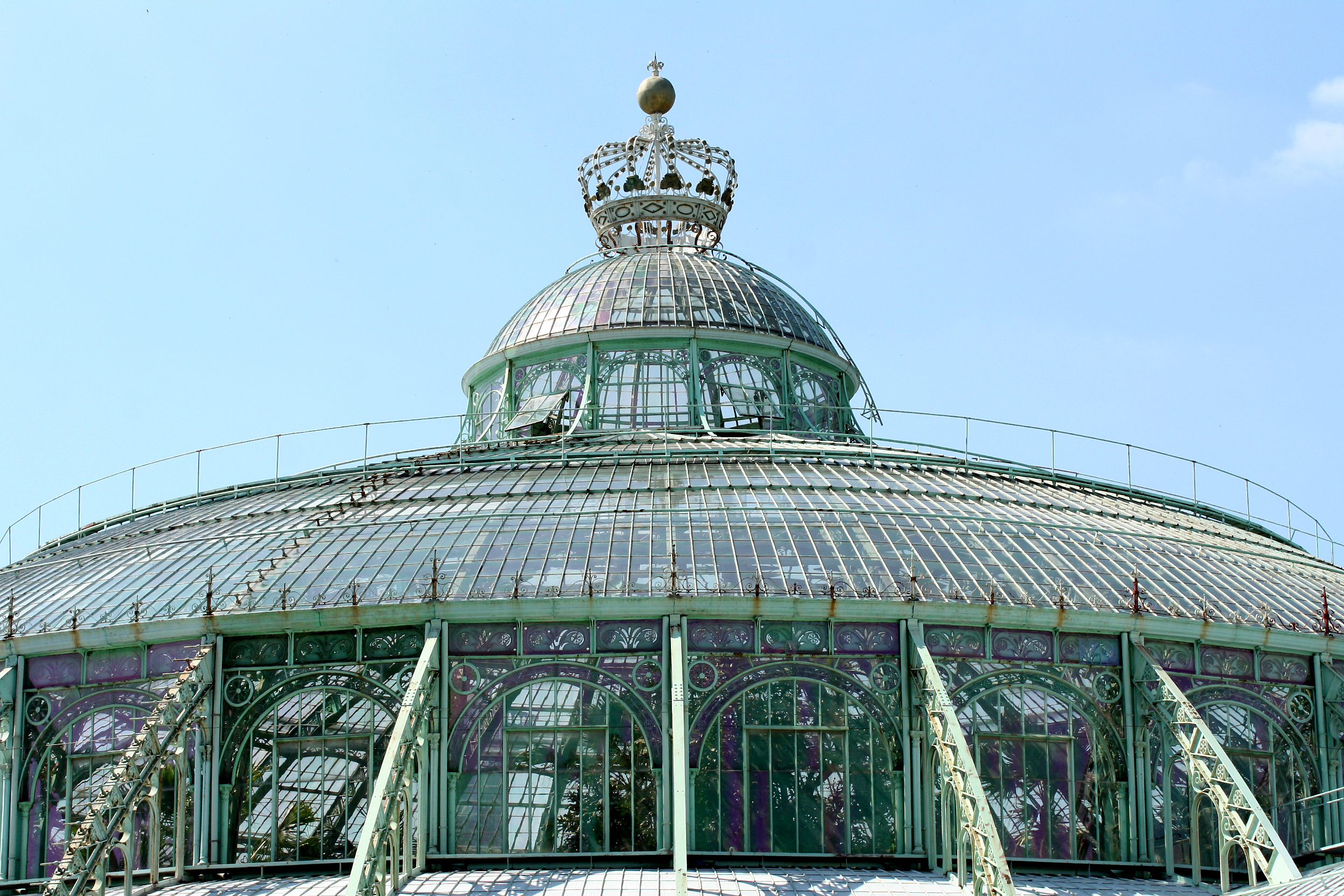
Laeken, exterior de la cúpula de la gran invernadero llamado los "Jardins d'hiver"
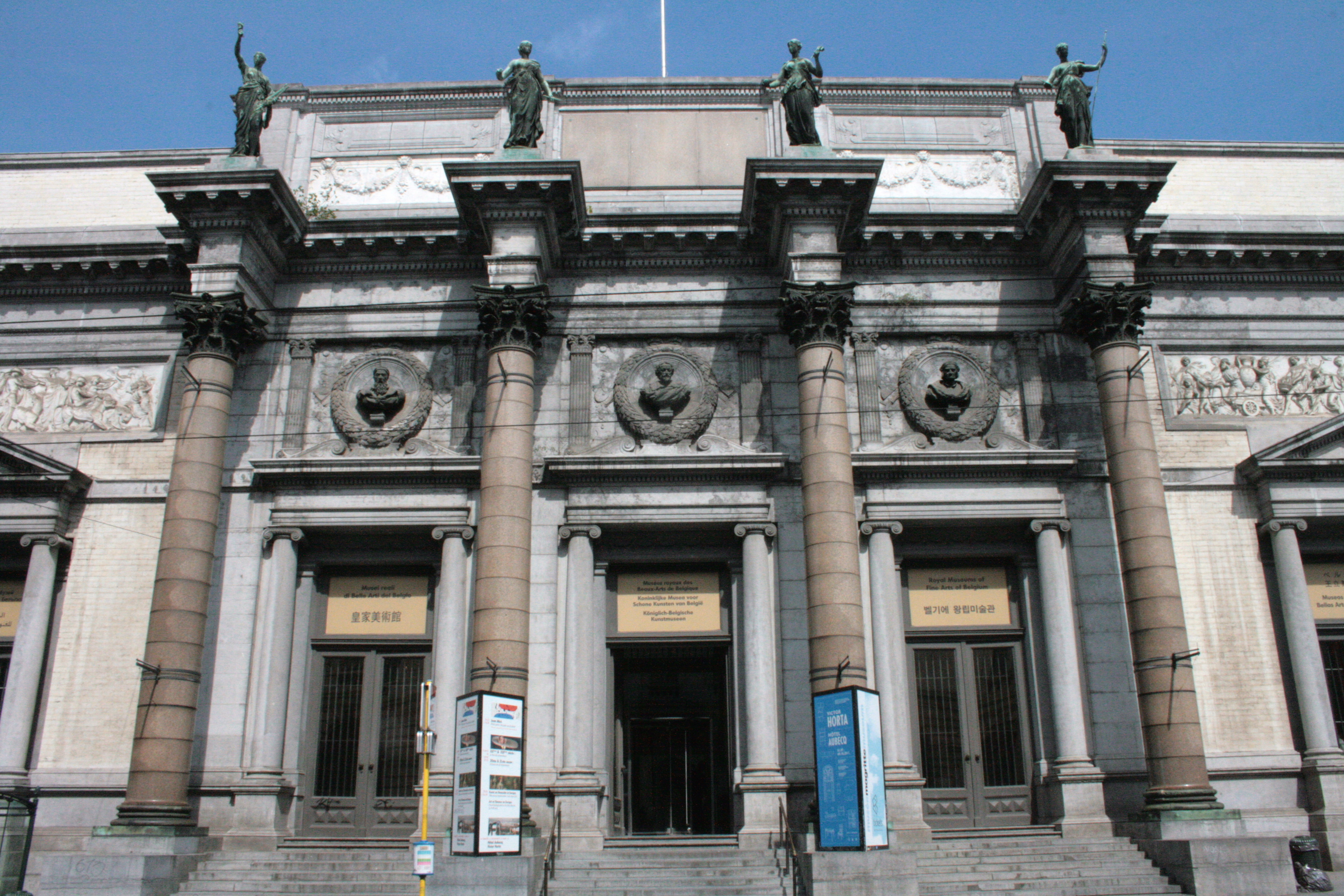
Fachada de los Museos Reales de Bellas Artes de Bélgica en Bruselas(1875-1880)
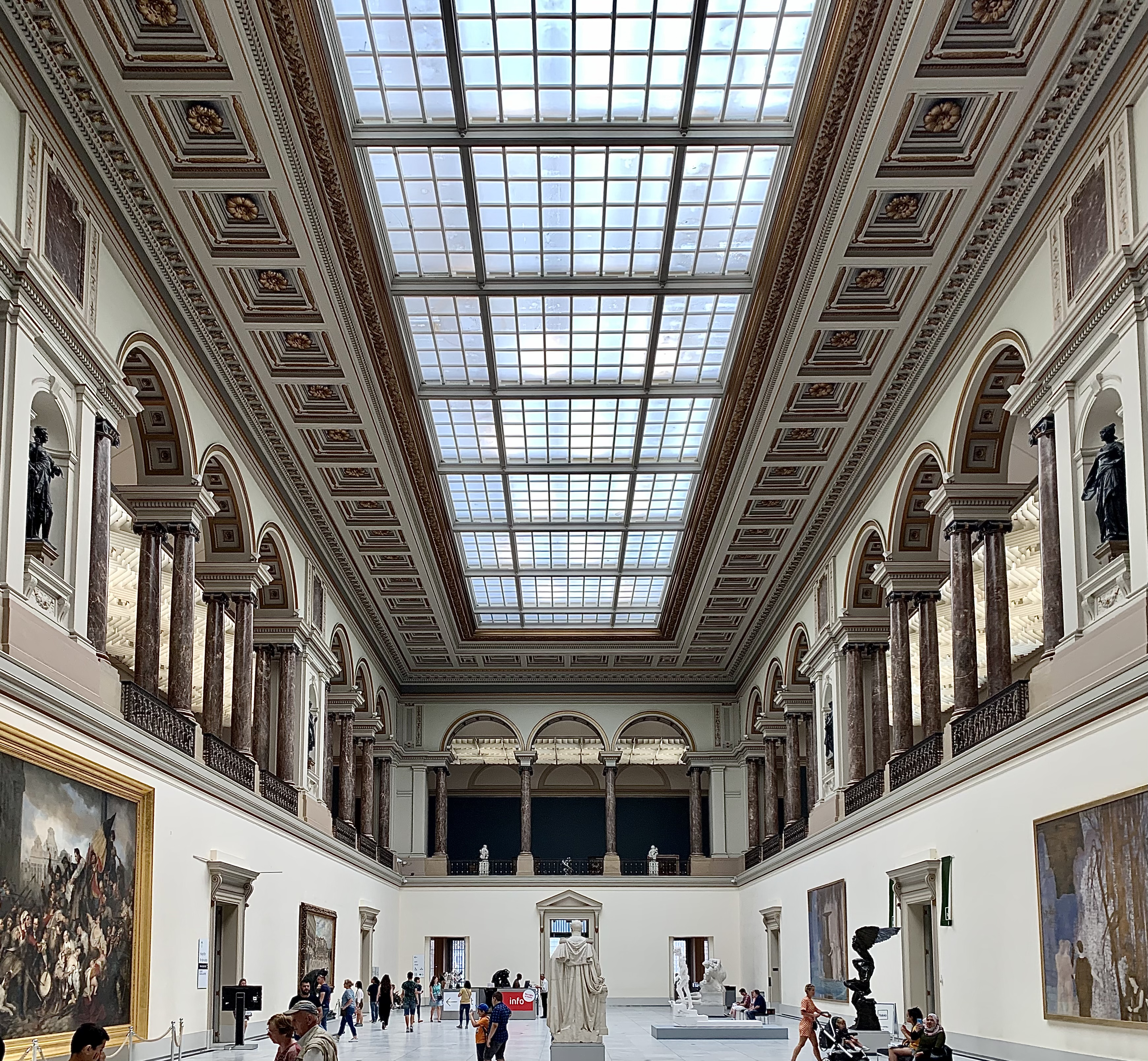
Sala principal de los Museos reales
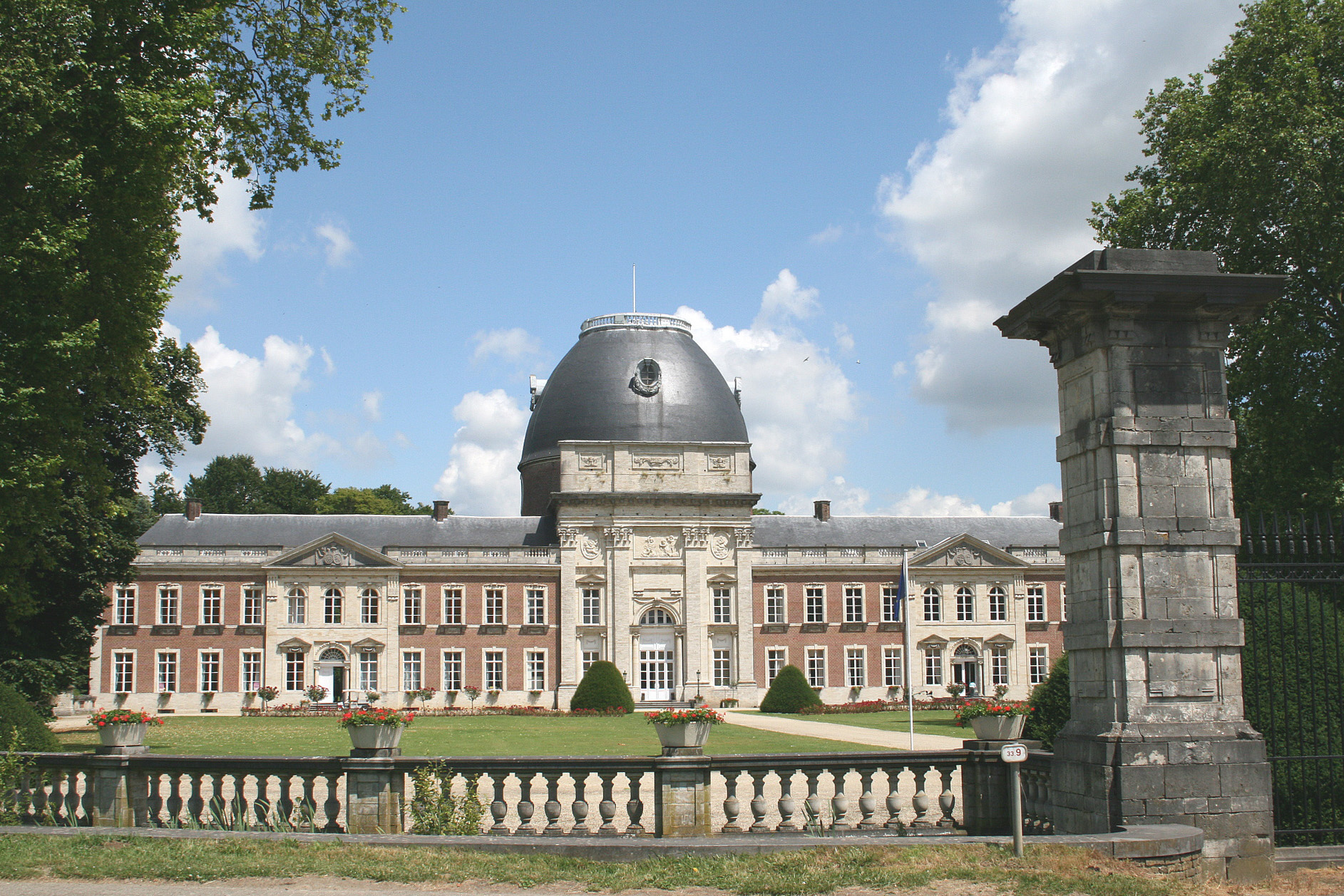
Reforma de la abadía de Heylissem en Opheylissem en castillo de placer (cúpula)

## Obras

### Arquitectura para el rey Leopoldo II (a partir de 1860)
- 1854: Invernadero 'Victoria Regia' en el Zoo de Bruselas  (Leopold Park); trasladado a Wemmel en el Jardín botánico nacional de Bélgica donde es actualmente conocido como Invernadero Balat.
- 1866-1874: Castillo Real de Laeken: escalera de honor, decoración de diversos salones, sala del trono, fachada trasera, varios proyectos para la fachada principal (realizada por Henri Maquet);
- 1873-1890: Dominio real de Laeken: manège (1873-1874), entrada principal del parque (1879-1880), restauración después de incendio (1890);
- 1874-1890: Invernaderos Reales de Laeken;
- ?-1877: Estación real (Laeken);[3]
- 1874-?:  castillo real de Ardenne (cerca de Houyet), más adelante convertido ei un lujoso hotel;
- 1875-1880: Museos Reales de Bellas Artes de Bélgica, rue de la Régence;
- 1880: Proyecto para un Panteón nacional, en la meseta de Koekelberg (no realizado), templo jónico díptero de dimensión colosal;
- 1880:  Fachada del château real de Ciergnon (cerca de Houyet);
- 1882: Proyecto de acondicionamiento de la Montagne de la Cour, futuro Mont des Arts/'Kunstberg' en Bruselas (no realizado);

### Arquitectura para patrones privados
- Transformación del castillo de Jehay-Bodegnée;
- Transformación del castillo de Mirwart;
- 1840: castillo de Warfusée en Saint-Georges-sur-Meuse: fachada de estilo renacentista francés y decoración interior;
- Castillo Saint-Marc, cerca de Namur: fachada;
- Castillo de Seilles-lez-Andenne;
- Castillo de Houtain-le-Val: renovación exterior, restauración de las alas en retiro y de las torretas de la fachada;
- 1855: Castillo de Presles;[4]
- 1858: Gentilhommière en Dave;
- 1856-1858: Palacio de Charles Vander Noot, marqués de Assche, situado en la  rue de la Science, 33 (barrio Frère Orban) de Bruselas. Actualmente ocupado por el Conseil d'État. El rey Leopoldo III nació allí;
- ca. 1863-1864: Invernaderos del castillo de Beauraing (provincia de Namur), entre 1861 y 1873;
- 1870: Transformación de la abadía de Heylissem en Opheylissem en castillo de placer (cúpula);
- Villa Balat en Jambes.
- desde 1875: Reconstrucción del castillo de Freÿr después de un incendio;

### Arquitectura pública
- 1848: Decoración festiva de la sala Madeleine en Bruselas;
- 1851 y 1858: Decoración festiva de la habitación del palacio ducal de Bruselas.

## Reconocimientos
Alphonse Balat fue :
- 1862: Miembro de la Real Academia de Bélgica.[5]
- 1881:  (4 de mayo  de  1881).[6]